# Admontia ducalis
Admontia ducalis är en tvåvingeart som beskrevs av Henry J. Reinhard 1958. Admontia ducalis ingår i släktet Admontia och familjen parasitflugor. Inga underarter finns listade i Catalogue of Life.